# Vanilj

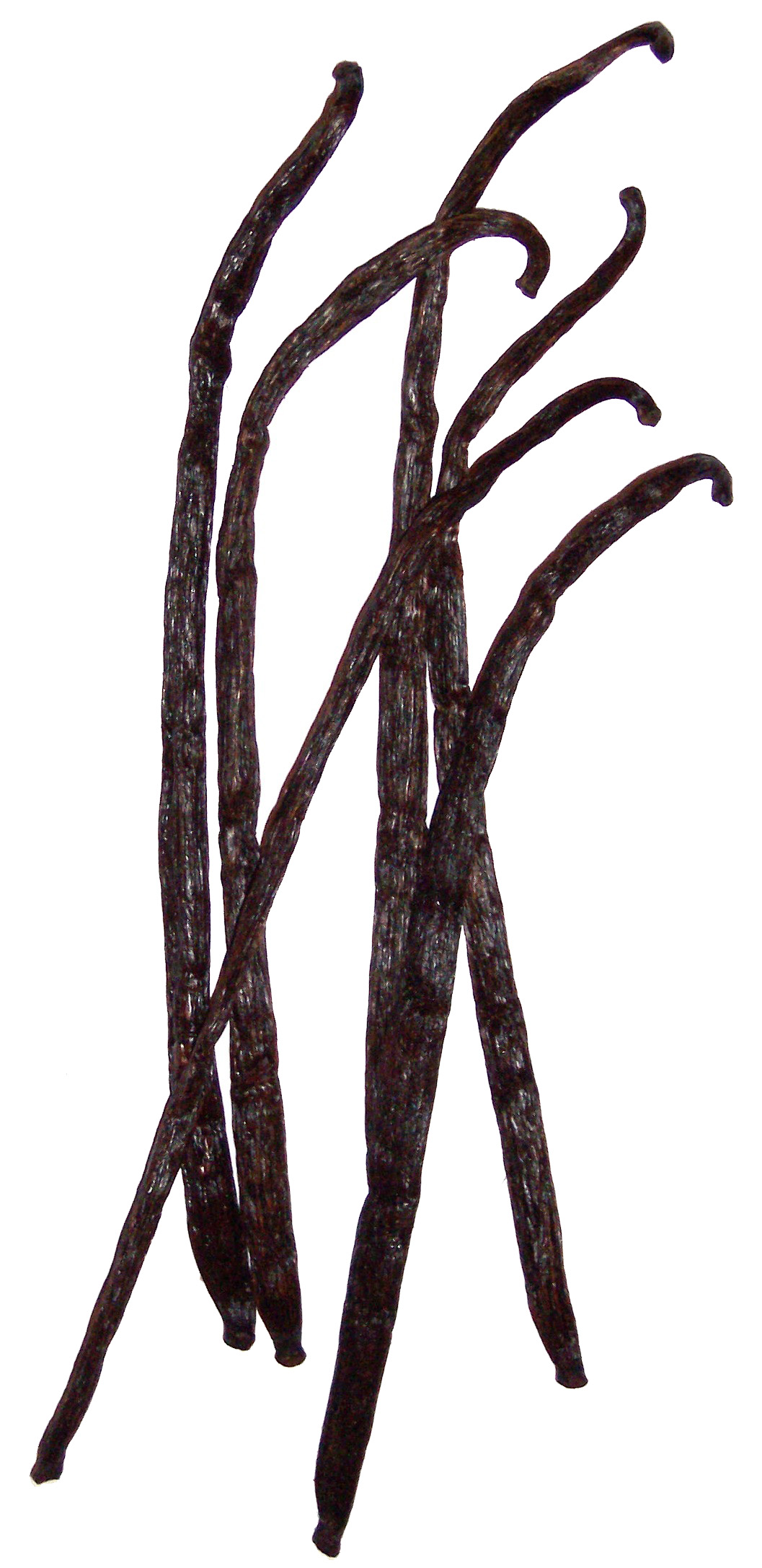
Vaniljstänger

Vanilj är en smaksättare som utvinns ur vaniljsläktet (Vanilla), som växer naturligt i tropiska och subtropiska områden i Amerika, Afrika, sydöstra Asien och västra Oceanien. Namnet kommer av spanska och betyder "liten slida/skida".

## Vaniljorkidén
Huvudartikel: Vaniljorkidé
Större delen av all naturlig vanilj kommer från vaniljorkidén (Vanilla planifolia). Fastän den ursprungligen hör hemma i Mexiko, odlas den numera runt om i tropikerna. Madagaskar är världens största producent. Vanilj utvinns också från arterna pomponavanilj (V. pompona) och tahitivanilj (V. tahitiensis) men vanillinhalten i dessa arter är betydligt lägre än i V. planifolia.
Vanilj är en klätterväxt som slingrar sig upp för träd, pålar eller andra stöd. Den kan växa i skogar eller på plantager. Om den lämnas orörd kommer den att växa sig så hög som möjligt på stödet, med få blommor. Odlare beskär plantorna varje år, vilket ökar blomningen och gör den mer lättskördad.

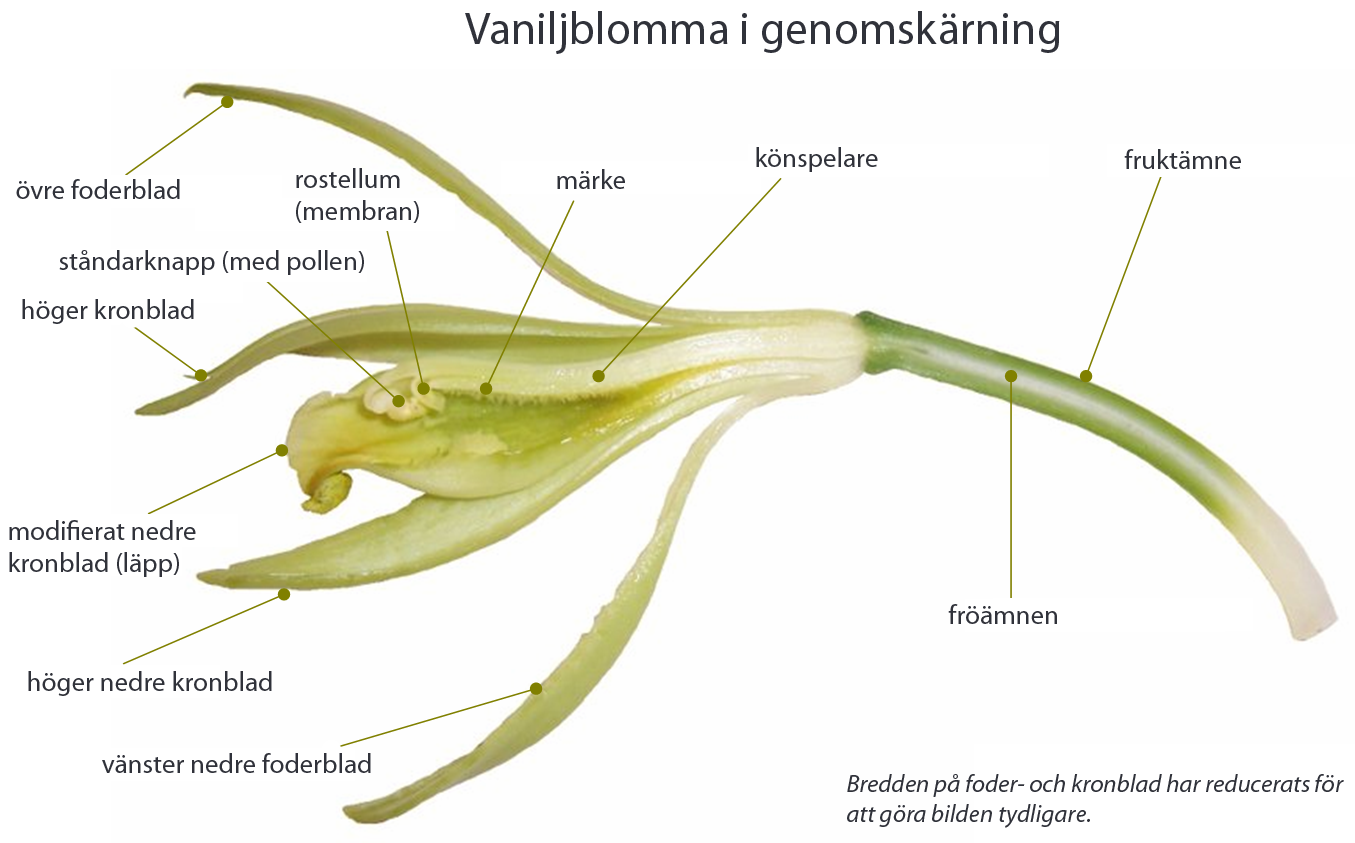
Vanilla planifolia – blomma.

De särskilda aromatiska beståndsdelarna finns i frukten, som kommer av att blomman pollineras. En blomma ger högst en frukt. V. planifolia är hermafroditer men undviker att pollinera sig själv genom ett membran som åtskiljer ståndare från pistill. Dess blommor kan på naturlig väg bara pollineras av ett särskilt bi som inte påträffats utanför Mexiko. Odlare har utan framgång försökt införa detta bi till andra delar av världen. Det enda sätt som V. planifolia kan ge frukt på i andra länder, är genom konstgjord pollinering.
En enkel och effektiv metod att pollinera för hand introducerades 1841 av den tolvårige slaven Edmond Albius på Réunion, och hans metod används fortfarande. Med en bambuflisa förs membranet tillbaka, och sedan pressas ståndaren på pistillen. Blomman är då självpollinerad, och kommer att ge frukt. Blomman varar en dag, ibland kortare tid, så odlarna måste inspektera plantagerna varje dag efter öppna blommor, vilket är arbetskrävande.
Frukten, en frökapsel, öppnar och tömmer sig om den lämnas kvar på plantan. Den frånger sig då doften av vanilj. I kapseln finns små doftlösa frön. I rätter som tillagas med hel, naturlig vanilj, kommer dessa att kännas igenom som små svarta prickar.
Liksom andra orkidéfrön, kan inte vaniljfröna gro utan mycorrhizasvamp. I stället förökar odlare vaniljplantor genom sticklingar.

## Historia
De första som odlade vanilj var totonakerna, som bebor Mazantladalen vid Mexikanska golfen, nära dagens Veracruz. Enligt den totonakiska mytologin uppstod den tropiska orkidén när prinsessan Xanat, som förbjudits av sin far att gifta sig med en dödlig man, flydde till skogen med sin älskade. De båda älskande blev tillfångatagna och halshuggna. Där deras blod flöt ut på marken, uppstod den tropiska, klättrande vaniljorkidén.

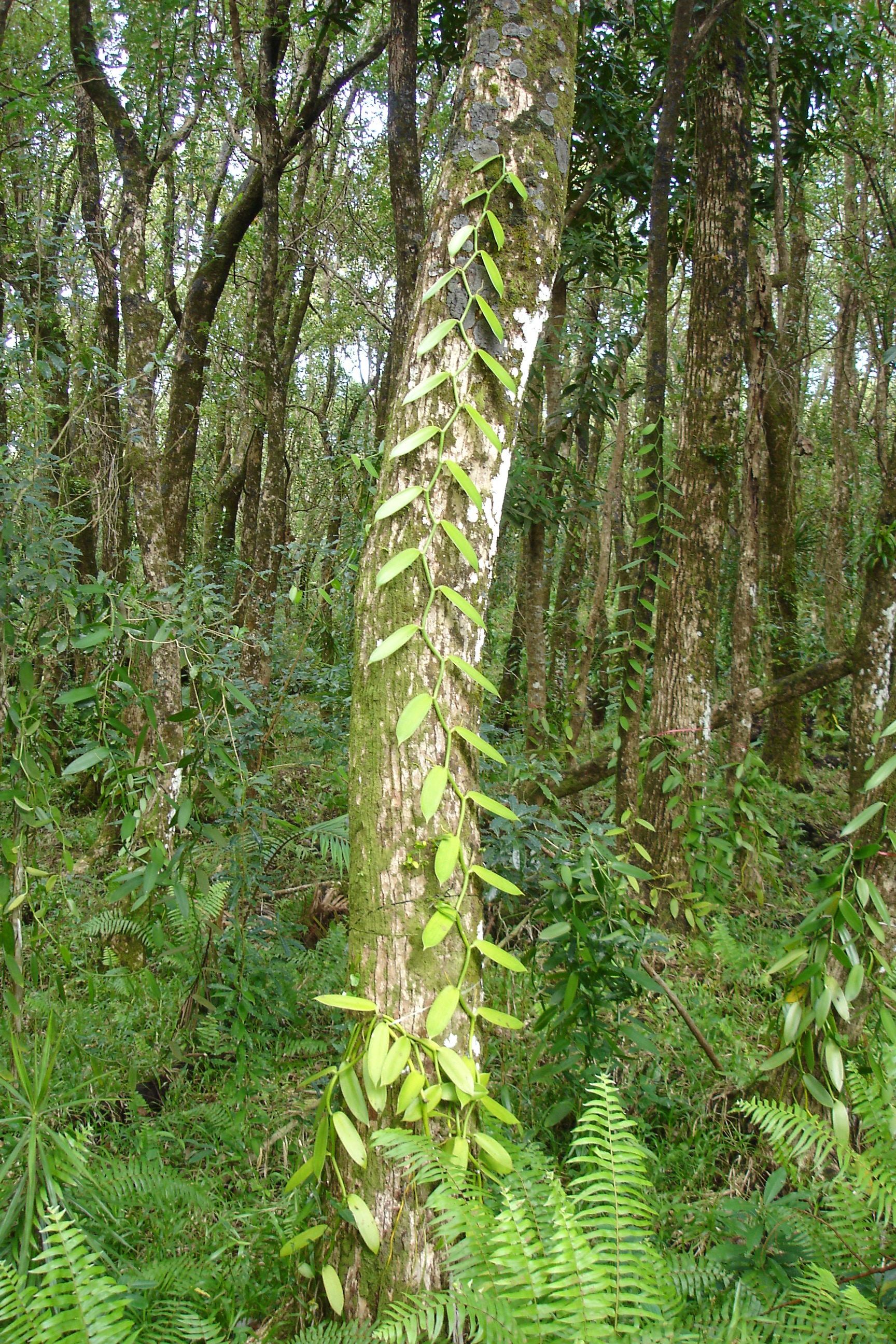
En vaniljodling i en skog på Réunion

Aztekerna från centrala Mexikos högland, besegrade totonakerna på 1300-talet, och erövrarna fick snart smak för vaniljen. De kallade frökapseln tlilxochitl, "svart blomma", efter den mogna kapselns färg, som skrumpnar ihop och blir svart strax efter att den skördats. Medan de flesta stammar betalade tribut till aztekerna i guld eller majs, sände totonakerna vaniljstänger till de aztekiska kungarna.
I Gamla världen var vaniljen helt okänd före Christofer Columbus. Spanska upptäcktsresanden som anlände till Mexikos kust tidigt på 1500-talet gav vaniljen sitt västerländska namn. De spanska och portugisiska sjöfararna tog med sig vaniljen till Afrika och Asien och kallade den "liten kapsel", vainilla. Till engelskan kom ordet 1754 när botanisten Philip Miller skrev om släktet i sitt verk Gardener’s Dictionary.
Intill mitten av 1800-talet var Mexiko den största producenten av vanilj. 1819 förde dock franska handelsmän vaniljkapslar till öarna Réunion och Mauritius där de hoppades kunna starta plantage. Efter Edmond Albius upptäckt hur man kan pollinera blommorna för hand, kom produktionen igång på öarna. Sedan började vanilj odlas på Komorerna och Madagaskar. 1898 producerade Madagaskar, Réunion och Komorerna 200 ton vanilj, vilket motsvarade 80 procent av världens produktion.
Marknadspriset på vanilj steg kraftigt under slutet av 1970-talet på grund av en tyfon. Det höga priset stabiliserades under 1980-talet, trots att Indonesien började konkurrera som vaniljexportör. Under 1980-talet förbjöds en vaniljkartell som bestämt priserna på världsmarknaden sedan 1930-talet. Priserna sjönk 70 procent på några få år, till närmare 20 amerikanska dollar per kilo. En ny tyfon, Huddah, ändrade priserna igen under början av 2000-talet. Tyfonen, politisk instabilitet och dåligt väder drog upp vaniljpriset till 500 amerikanska dollar år 2004, varför nya länder började ge sig in i vaniljindustrin. Under mitten av 2005 hade priserna sjunkit till 40 dollar per kilo.
Madagaskar, framför allt den bördiga Savaregionen, står för hälften av världens vaniljproduktion[källa behövs]. Mexiko, som en gång var världsledande producent av naturlig vanilj med en skörd på 500 ton per år, producerade endast 10 ton vanilj 2006.  Rainforest Vanilla Conservation Association uppskattar att 95 procent av produkter med vaniljsmak i själva verket är smaksatta med artificiell vanillin.

## Kemi
Huvudartikel: Vanillin

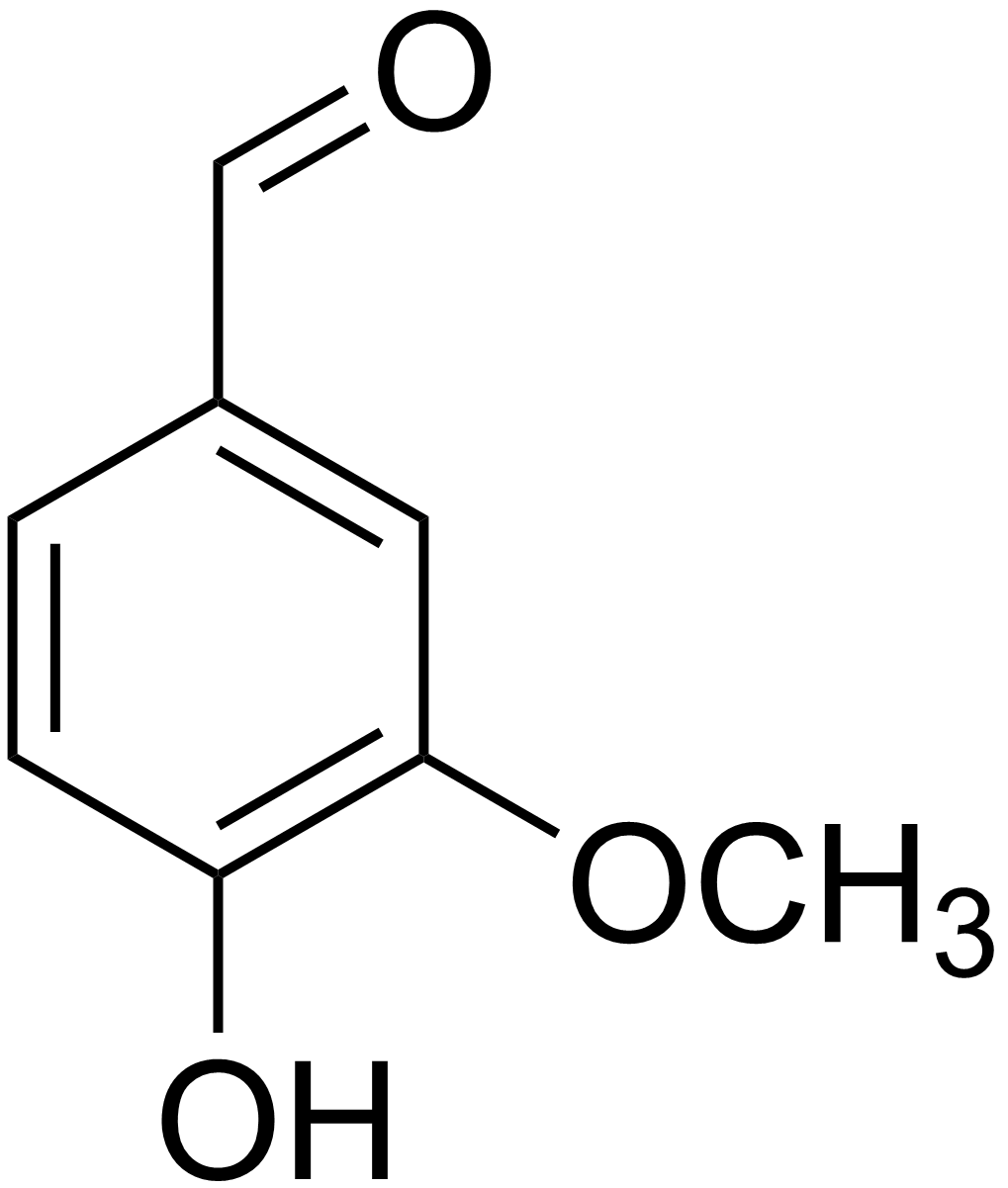
Strukturformel för vanillin

Fastän vaniljen består av flera komponenter, är vanillin (4-hydroxi-3-metoxibensaldehyd) det som främst ger vaniljen dess karaktäristiska doft och smak. En mindre viktig del av vaniljens eteriska olja är piperonal (heliotropin). Piperonal och andra substanser påverkar doften av naturlig vanilj. Vanillin kan tillverkas från bland annat lignin, petroleum, eller kryddnejlika

## Produktionsförfarande
Vaniljen skördas när vaniljstången är grön och omogen. I den fasen är frukterna doftlösa. För att förhindra att stången fortsätter utvecklas, utsätts den för en metod som förhindrar detta, den "dödas". Därefter ska den "svettas", eller jäses, genom att den i 7–10 dagar prepareras i en fuktig ugn på 45º–65 °C. Vanlijstången måste sedan torkas så att den inte ruttnar. Soltorkning är vanligt. Dess kvalitet mäts först efter att den har torkats.
| Nr                                                                   | Område                 | Produktion (ton) | Andel (%) |
| -------------------------------------------------------------------- | ---------------------- | ---------------- | --------- |
| 1                                                                    | Madagaskar             | 3 719            | 48,01 %   |
| 2                                                                    | Indonesien             | 2 000            | 25,82 %   |
| 3                                                                    | Papua Nya Guinea       | 510              | 6,58 %    |
| 4                                                                    | Mexiko                 | 420              | 5,42 %    |
| 5                                                                    | Kina                   | 286              | 3,69 %    |
| 6                                                                    | Turkiet                | 280              | 3,61 %    |
| 7                                                                    | Uganda                 | 218              | 2,81 %    |
| 8                                                                    | Tonga                  | 186              | 2,40 %    |
| 9                                                                    | Franska Polynesien     | 27               | 0,35 %    |
| 10                                                                   | Komorerna              | 24               | 0,31 %    |
| 11                                                                   | Réunion                | 21               | 0,27 %    |
| 12                                                                   | Malawi                 | 20               | 0,26 %    |
| 13                                                                   | Kenya                  | 14               | 0,18 %    |
| 14                                                                   | Guadeloupe             | 11               | 0,14 %    |
| 15                                                                   | Zimbabwe               | 10               | 0,13 %    |
|                                                                      | Total världsproduktion | 7 746            | 100,00 %  |
| Källa: FN:s livsmedels- och jordbruksorganisation:s data för år 2014 |                        |                  |           |

## Användning
Naturlig vanilj saluförs i olika former:
1. Som hela stänger
2. Som pulver på burk (hela frön, ofta utblandade med socker, stärkelse och/eller andra ingredienser)
3. Flytande extrakt (alkohollösning)

Vaniljsmak kan tillföras rätter med vaniljextrakt eller genom att koka vaniljstänger i en vattenlösning. En starkare smak erhålls genom att stången skärs upp på längden, vilket i så fall leder till att fröna hamnar i vattenlösningen. Beroende på koncentration, är vaniljlösning gul eller brun.
Glass smaksätts oftast med vanilj. Vanilj är också vanligt inom parfymindustrin. Under senare år har vanilj börjat användas inom aromaterapin. Inom matindustrin används som regel vanillin på metyl eller etyl.
Vaniljarom är en odefinierad smaktillsats som vanligtvis innebär att ingredienserna genomgått en process, men inte säger något om ingredienserna. Naturlig vaniljarom måste däremot innehålla minst 95 procent äkta vanilj.

## Särskilda sorters vanilj
Bourbonvanilj eller Bourbon-Madagaskarvanilj, utvunnen ur Vanilla planifolia-plantor från Amerika, kallas vanilj från Indiska oceanens öar, som Madagaskar, Komorerna, och Réunion (som förr hette Île Bourbon).
Mexikansk vanilj, från Vanilla planifolia-plantor i deras naturliga hemland, produceras i mycket mindre utsträckning. Vanilj som säljs i turistmarknader är inte alltid vanilj, utan utblandat med tonkabönor, vilka innehåller kumarin. Extrakt från tonkabönor doftar och smakar som vanilj, men kumarin har visat sig orsaka leverskador på försöksdjur, och är i till exempel USA förbjudet enligt Food and Drug Administration. 
Tahitisk vanilj är vanilj från Franska Polynesien, utvunnen ur Vanilla tahitiensis.

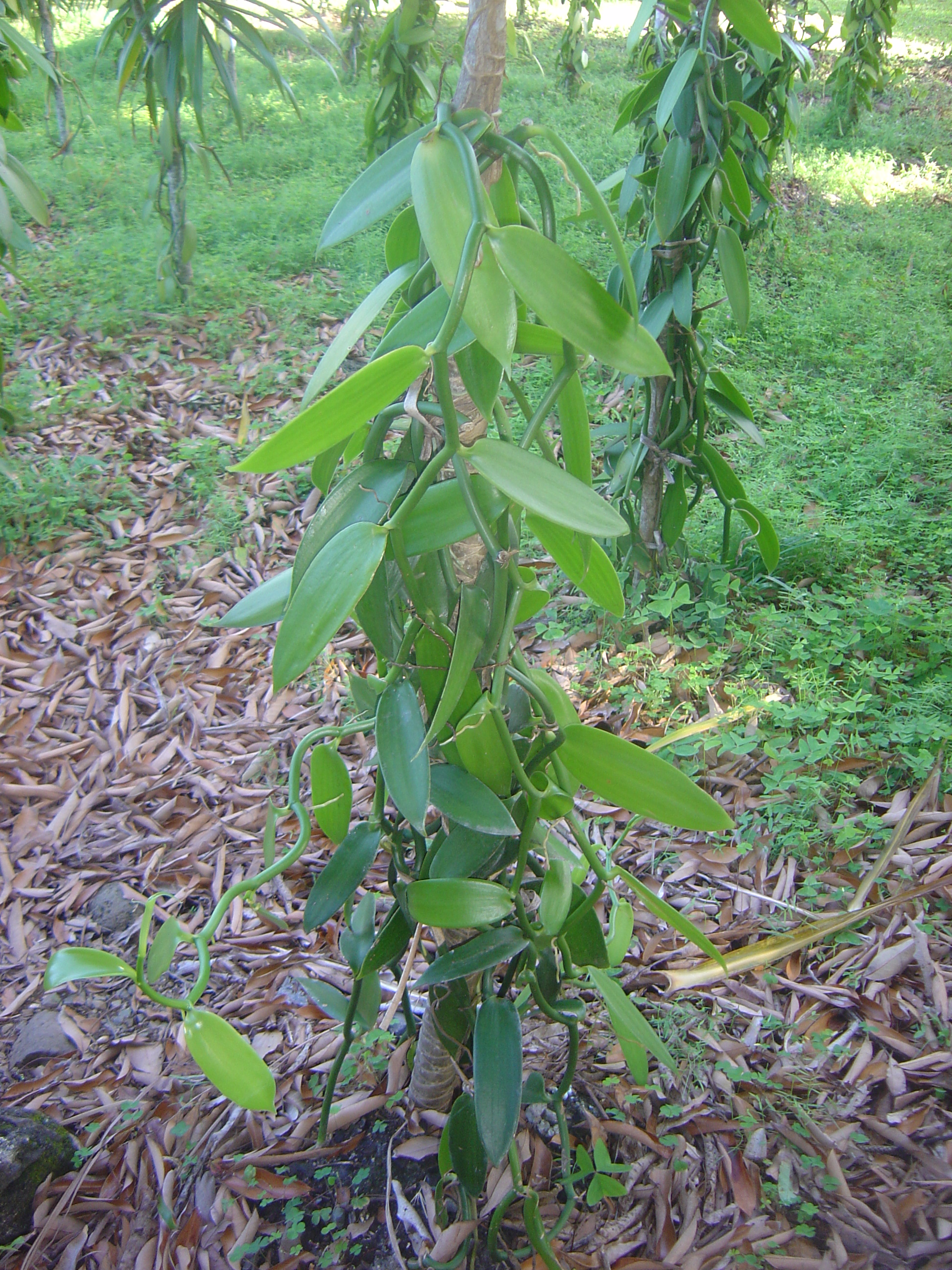
En vaniljplantage på öppet fält i Réunion
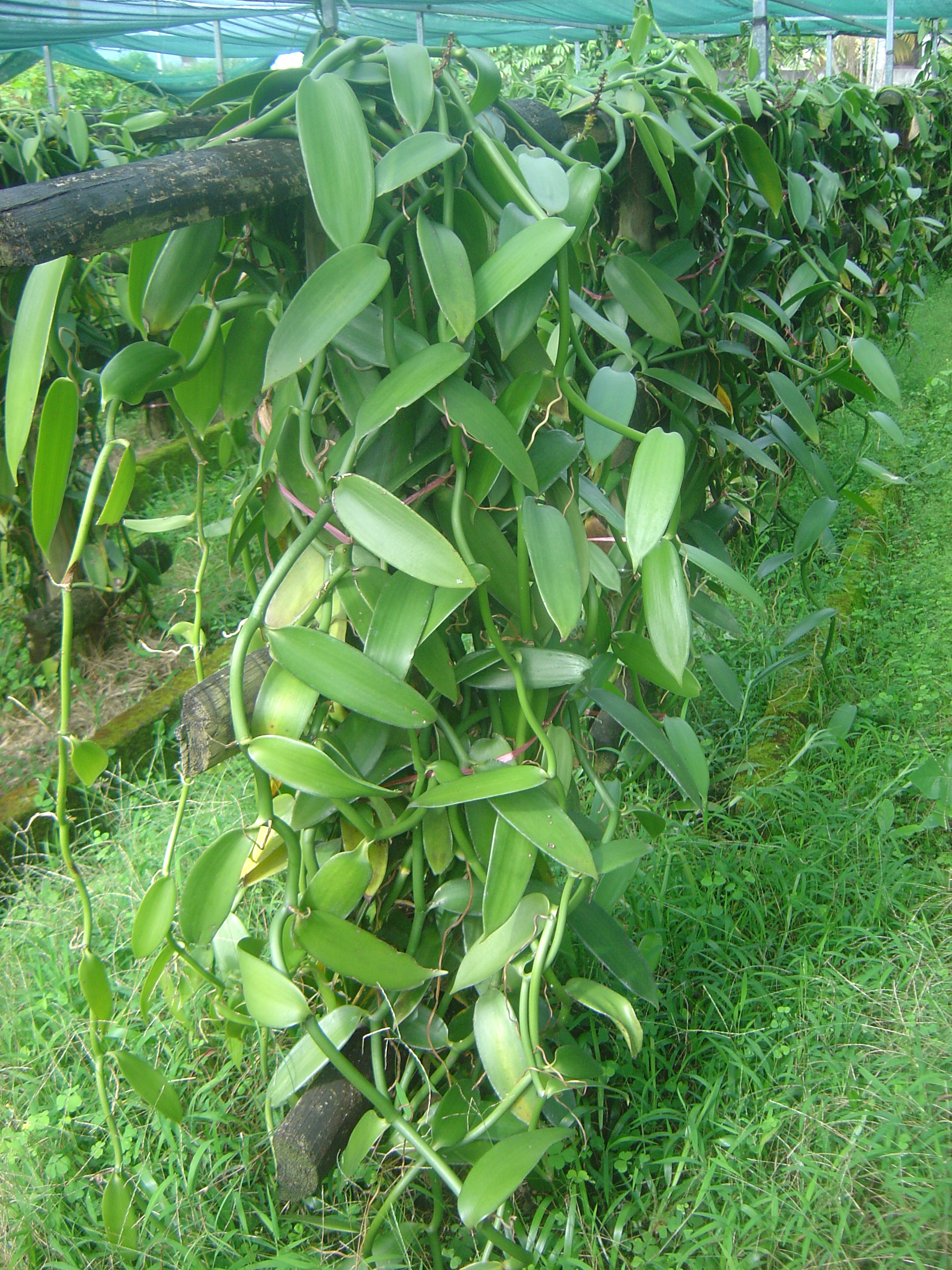
Vaniljodling i Réunion.
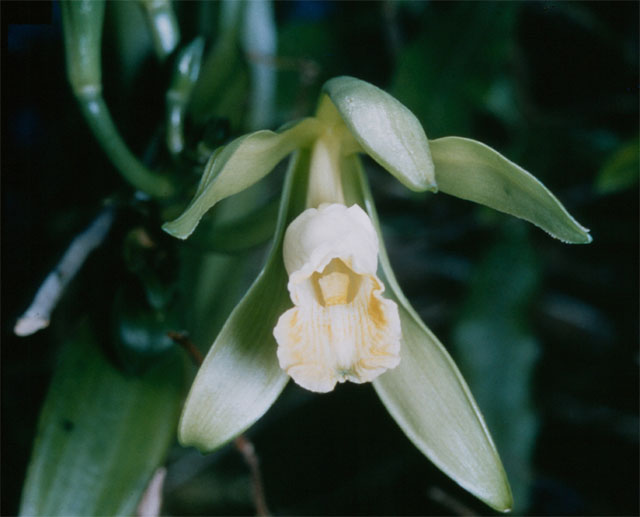
Blomma
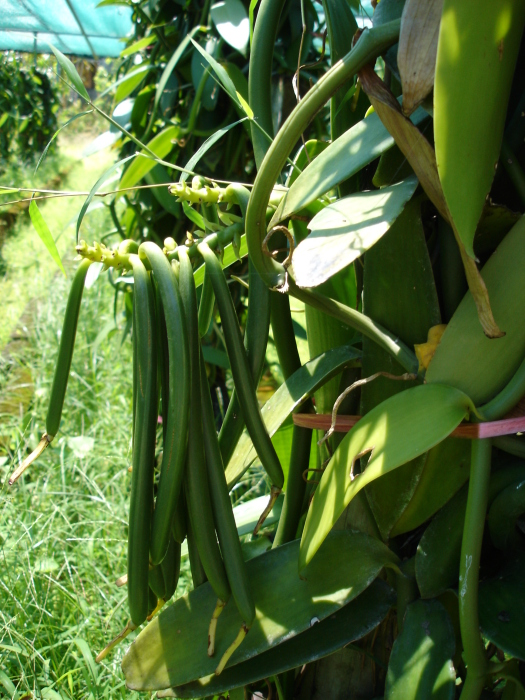
Omogna frukter